# Satta Massagana
A Satta Massagana egy 1976-os roots album a The Abyssinians zenekartól.

## Számok
1. Declaration Of Rights 3:31
2. The Good Lord 3:28
3. Forward Unto Zion 3:49
4. Know Jah Today 2:59
5. Abendigo 3:38
6. Y Mas Gan 3:45
7. Black Man's Strain 2:48
8. Satta Massagana 3:31
9. I and I 3:37
10. African Race 2:58
11. Leggo Beast 3:13
12. Peculiar Number 4:03
13. Reason Time 2:58
14. There Is No End 3:25

## Zenészek
- hangmérnök : Bruce Davidson
- vokál : Bernard Collins & Donald Manning & Lynford Manning
- dob : Boo Richards & Horsemouth Wallace & Sly
- basszusgitár : Val Douglas & Robbie
- gitár : Chinna & Mickie Chung
- billentyűsök : Clive Hunt & Tyrone Downie & Geoffrey Chung
- kürt : Jerome Francis & Llewellyn Chang & Clive Hunt
- fuvola : Clive Hunt

## Külső hivatkozások
- https://web.archive.org/web/20071027160058/http://www.roots-archives.com/release/2